# Johann Wendt (Mediziner)

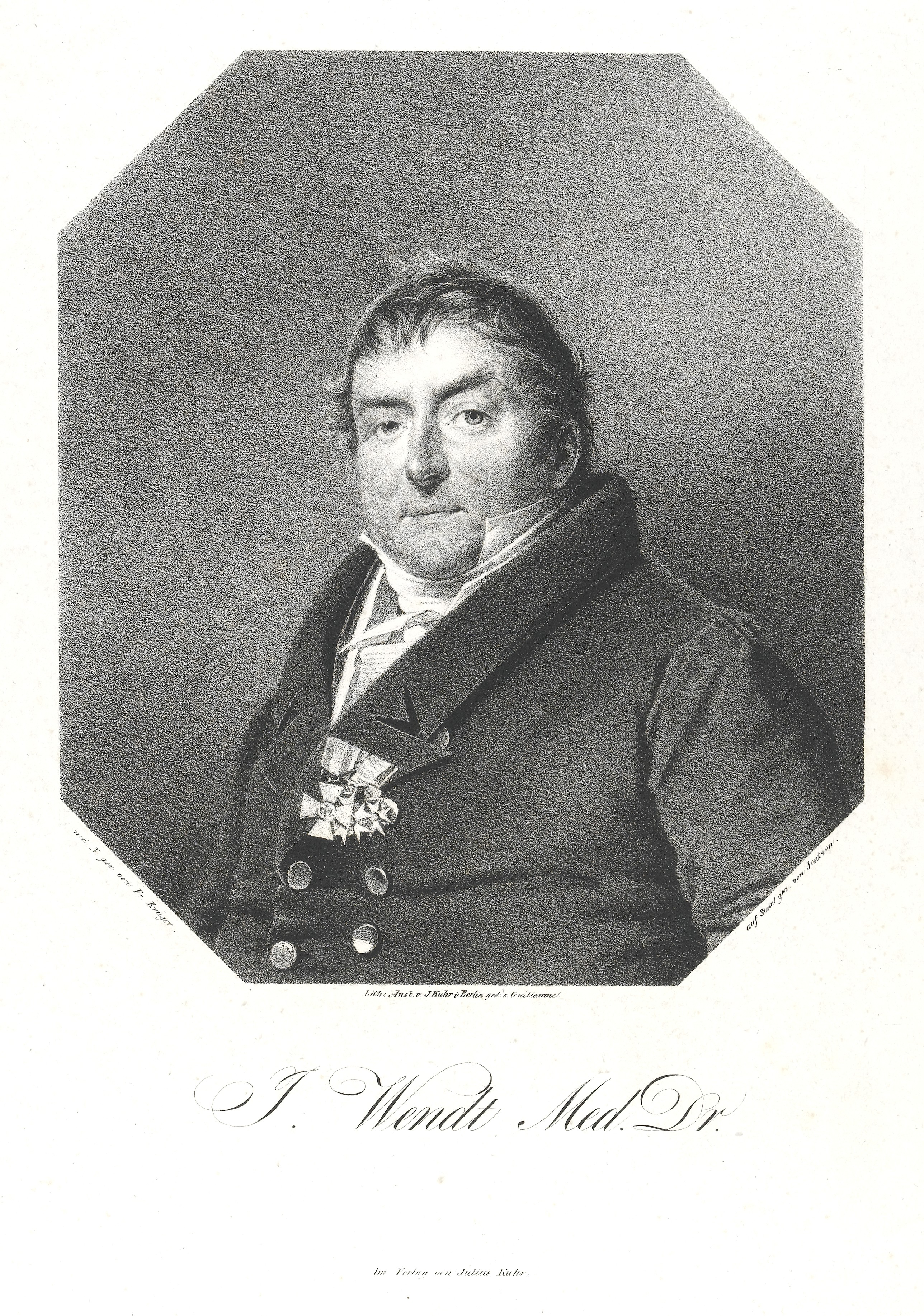
Stich von Friedrich Jentzen nach Franz Krüger

Johann Wendt (* 26. Oktober 1777 in Tost; † 13. April 1845 in Breslau) war ein deutscher Arzt, Professor an der Universität Breslau und 1823 bis 1824 Rektor dieser Hochschule.

## Leben
Johann Wendt wurde 1777 in dem kleinen oberschlesischen Städtchen Tost  als Sohn eines Weinhändlers und Postkommissars geboren. Sein Sohn Alphons Wendt, Medizinalassessor und Physikus zu Breslau, schreibt nach dem Tode seines Vaters über dessen Jugendzeit:

„Dr. Johann Wendt wurde im Jahre 1777 den 26. October in Tost, einem Oberschlesischen Städtchen, wo sein im Jahre 1820 verstorbener Vater eine Weinhandlung besaß und Post-Commissarius war, geboren. Frühzeitig verlor er seine Mutter und erhielt die erste Erziehung in Leobschütz. Die Gymnasial-Studien vollendete er in Troppau, wo seines Vaters Schwester lebte. Er bezog darauf die Leopoldina zu Breslau, wo er durch 2 Jahre den philosophischen Studien oblag.“

Nach dem Abitur 1792 studierte Johann Wendt Philosophie an der Breslauer Universität. Zwei Jahre später wechselte er dank der finanziellen Unterstützung seitens des Bischofs von Ermland Ignacy Krasicki das Studium zur Medizin, zuerst in Breslau, dann in Pavia und in Rom, wo er das Studium mit dem Doktorat 1797 abschloss. Er wurde Assistenzarzt für Frauenheilkunde an der römischen Klinik S. Giovanni im Lateran. Danach kam er 1798 nach Wien, 1799 kehrte er heim und bestand die preußische Staatsprüfung. Nach einem Praktikum in Ohlau und in Breslau wurde er 1809 Mitglied der Medizinalkommission. 1811 wurde er zum außerordentlichen Professor an der Breslauer Universität berufen. 1813 wurde er ordentlicher Professor, 1823–1824 Rektor dieser Hochschule. 1824 wurde er zum Geheimen Medizinalrat ernannt. 1833/1834 behandelte der Würzburger Medizinprofessor Carl Friedrich von Marcus Syphilitische Krankheiten nach Wendt.
Von Wendt durchgeführte Versuche am abgetrennten Kopf des am 25. Februar 1803 in Breslau wegen Mordes enthaupteten ungarischen Pferdehändlers Martin von Troer, in dessen Rückenmark eingestochen wurde und dadurch Reaktionen wie auf Schmerzreize bewirkt wurden, lösten heftige Diskussionen aus und zogen eine Rüge vom König nach sich.

## Ehrungen
1814 wurde er zum Mitglied der Deutschen Akademie der Naturforscher Leopoldina gewählt.

## Schriften (Auswahl)
- Ueber die Enthauptung im Allgemeinen und über die Hinrichtung Troers insbesondere. Breslau 1803. In: Hufelands Neues Journal der practischen Arzneykunde. Band 10, Stück 3, 1803, S. 5–29.
- Über chirurgische Heilmittellehre, Breslau-Leipzig 1811.
- De methodo formulas medicas concinnandi, Breslau 1813.
- Die Lustseuche in allen ihren Richtungen und allen ihren Gestalten, 1816.
- Die Hülfe bey Vergiftungen und bey den verschiedenen Arten des Scheintodes, 1818.
- Die Kinderkrankheiten systematisch dargestellt, Breslau-Leipzig 1822–1826.
- Praktische materia medica, Breslau 1830, 1834.